# Francisco Imperial
Francisco (de) Imperial (Génova, ¿1372 - Sevilla, 1409?) fue un poeta español de origen italiano, introductor en Castilla de la llamada Escuela alegórico-dantesca en poesía.

## Biografía
Afincado en Sevilla, donde pasó la mayor parte de su vida y donde desempeñó diversos cargos públicos, era hijo de un mercader genovés de joyas, Jaimes Emperial, que comerciaba en Sevilla en la segunda mitad del siglo XIV y a quien se alude en el testamento de Pedro I el Cruel. Llegó a ser vicealmirante de Castilla y fue lector y admirador de la obra de Dante Alighieri, como prueba su Dezir a las siete virtudes (circa 1407) o su Decir al nacimiento del rey don Juan, poemas alegóricos de arte mayor escritos en dodecasílabos divididos en hemistiquios de seis sílabas separados con cesura y agrupados en coplas de arte mayor. 
Cultivó la lírica amorosa y fue un notable poeta didáctico. Cantó a la dama sevillana Estrella Diana, a Angelina de Grecia y a la Fortuna mudable. Constituyó el más importante precedente de los poetas de la Escuela alegórico-dantesca de la primera mitad del siglo XV, durante el reinado de Juan II de Castilla, como Juan de Mena o don Íñigo López de Mendoza. Su obra se encuentra recogida sobre todo en el Cancionero de Baena, y asimila el influjo del Roman de la Rose francés junto al de Dante Alighieri y otros stilnovisti con una lengua elaborada donde abundan los cultismos y las alusiones, aparte del solemne ritmo que imprime el nuevo verso dodecasílabo. Enfrentado a Enrique III de Castilla, abandonó la Corte.
 En 1409 ya debía haber fallecido, pues en ese año se nombra a sus herederos.